# 圭亞那國家足球隊
圭亞那國家足球隊是圭亞那的國家足球代表隊，由圭亞那足球協會管理，現時屬於國際足協及中北美洲及加勒比海足球協會成員國之一。
圭亞那至今仍未參加世界盃的決賽週，美洲金盃表現部分在2019–20年中北美洲及加勒比海國家聯賽外圍賽表現突出，取得3勝1負成績，也順利晉身2019年美洲金盃，雖然小組賽未能取勝，但也逼平千里達，拿下隊史在美洲金盃的首個積分，同時也以較優的得失球在小組賽中排名第三，但仍無緣晉級淘汰賽。

## 世界盃成績
| 年份   | 成績               | 外圍賽紀錄         | 外圍賽紀錄         | 外圍賽紀錄         | 外圍賽紀錄         | 外圍賽紀錄         | 外圍賽紀錄         |                    |
| 年份   | 成績               | 賽                 | 勝                 | 和                 | 負                 | 入球               | 失球               |                    |
| ------ | ------------------ | ------------------ | ------------------ | ------------------ | ------------------ | ------------------ | ------------------ | ------------------ |
| 1930年 | 不屬於國際足總成員 | 不屬於國際足總成員 | 不屬於國際足總成員 | 不屬於國際足總成員 | 不屬於國際足總成員 | 不屬於國際足總成員 | 不屬於國際足總成員 | 不屬於國際足總成員 |
| 1934年 | 不屬於國際足總成員 | 不屬於國際足總成員 | 不屬於國際足總成員 | 不屬於國際足總成員 | 不屬於國際足總成員 | 不屬於國際足總成員 | 不屬於國際足總成員 | 不屬於國際足總成員 |
| 1938年 | 不屬於國際足總成員 | 不屬於國際足總成員 | 不屬於國際足總成員 | 不屬於國際足總成員 | 不屬於國際足總成員 | 不屬於國際足總成員 | 不屬於國際足總成員 | 不屬於國際足總成員 |
| 1950年 | 不屬於國際足總成員 | 不屬於國際足總成員 | 不屬於國際足總成員 | 不屬於國際足總成員 | 不屬於國際足總成員 | 不屬於國際足總成員 | 不屬於國際足總成員 | 不屬於國際足總成員 |
| 1954年 | 不屬於國際足總成員 | 不屬於國際足總成員 | 不屬於國際足總成員 | 不屬於國際足總成員 | 不屬於國際足總成員 | 不屬於國際足總成員 | 不屬於國際足總成員 | 不屬於國際足總成員 |
| 1958年 | 不屬於國際足總成員 | 不屬於國際足總成員 | 不屬於國際足總成員 | 不屬於國際足總成員 | 不屬於國際足總成員 | 不屬於國際足總成員 | 不屬於國際足總成員 | 不屬於國際足總成員 |
| 1962年 | 不屬於國際足總成員 | 不屬於國際足總成員 | 不屬於國際足總成員 | 不屬於國際足總成員 | 不屬於國際足總成員 | 不屬於國際足總成員 | 不屬於國際足總成員 | 不屬於國際足總成員 |
| 1966年 | 不屬於國際足總成員 | 不屬於國際足總成員 | 不屬於國際足總成員 | 不屬於國際足總成員 | 不屬於國際足總成員 | 不屬於國際足總成員 | 不屬於國際足總成員 | 不屬於國際足總成員 |
| 1970年 | 沒有參與           | 沒有參與           | 沒有參與           | 沒有參與           | 沒有參與           | 沒有參與           | 沒有參與           |                    |
| 1974年 | 沒有參與           | 沒有參與           | 沒有參與           | 沒有參與           | 沒有參與           | 沒有參與           | 沒有參與           |                    |
| 1978年 | 未能晉級           | 未能晉級           | 未能晉級           | 未能晉級           | 未能晉級           | 未能晉級           | 未能晉級           |                    |
| 1982年 | 未能晉級           | 未能晉級           | 未能晉級           | 未能晉級           | 未能晉級           | 未能晉級           | 未能晉級           |                    |
| 1986年 | 未能晉級           | 未能晉級           | 未能晉級           | 未能晉級           | 未能晉級           | 未能晉級           | 未能晉級           |                    |
| 1990年 | 未能晉級           | 未能晉級           | 未能晉級           | 未能晉級           | 未能晉級           | 未能晉級           | 未能晉級           |                    |
| 1994年 | 未能晉級           | 未能晉級           | 未能晉級           | 未能晉級           | 未能晉級           | 未能晉級           | 未能晉級           |                    |
| 1998年 | 未能晉級           | 未能晉級           | 未能晉級           | 未能晉級           | 未能晉級           | 未能晉級           | 未能晉級           |                    |
| 2002年 | 被國際足總禁止參賽 | 被國際足總禁止參賽 | 被國際足總禁止參賽 | 被國際足總禁止參賽 | 被國際足總禁止參賽 | 被國際足總禁止參賽 | 被國際足總禁止參賽 |                    |
| 2006年 | 未能晉級           | 未能晉級           | 未能晉級           | 未能晉級           | 未能晉級           | 未能晉級           | 未能晉級           |                    |
| 2010年 | 未能晉級           | 未能晉級           | 未能晉級           | 未能晉級           | 未能晉級           | 未能晉級           | 未能晉級           |                    |
| 2014年 | 未能晉級           | 未能晉級           | 未能晉級           | 未能晉級           | 未能晉級           | 未能晉級           | 未能晉級           |                    |
| 2018年 | 未能晉級           | 未能晉級           | 未能晉級           | 未能晉級           | 未能晉級           | 未能晉級           | 未能晉級           |                    |

## 中北美洲及加勒比海足球錦標賽&美洲金盃成績
中北美洲及加勒比海足球錦標賽：1963年至1989年

美洲金盃：1991年至2019年
- 1963年 至 1989年 - 沒有參賽
- 1991年 至 1996年 - 外圍賽出局
- 1998年 - 沒有參賽
- 2000年 至 2003年- 外圍賽出局
- 2005年 - 退出
- 2007年 至 2017年- 外圍賽出局
- 2019年 - 小組賽